# Channapura, Mulbagal
Channapura là một làng thuộc tehsil Mulbagal, huyện Kolar, bang Karnataka, Ấn Độ.